# Цибицкий, Павел
Па́вел Пётр Циби́цкий (швед. и пол. Paweł Piotr Cibicki; родился 9 января 1994 года в Мальмё) — шведский и польский футболист, полузащитник и нападающий. Выступал за молодёжную сборную Швеции (до 21 года), сборные Польши до 19 и 20 лет.

## Клубная карьера
С шести лет занимался футболом в клубах из Мальмё: 6 лет в «Нюдала ИФ», сезон в «Эф Се Мальмё». В 13 лет перешёл в «Мальмё», где тренировался под руководством Андерса Пальмера. В 2012 году помог «Мальмё» дойти до полуфинала первенства Швеции среди юношей до 19 лет: в матче 1/8 финала против «Лунда» сделал «дубль», в четвертьфинале и полуфинале играл, но не забивал. 23 ноября 2012 года подписал первый, так называемый «ученический», контракт с «Мальмё» и с 2013 года был переведён в первую команду клуба (вместе со сверстниками Александром Блумквистом и Па Конате).
Дебютировал 10 марта 2013 года в матче группового этапа Кубка Швеции 2012/13 против «Фрея», вышел в стартовом составе и на 58-й минуте игры был заменён на Симона Крууна. Первый матч в чемпионате провёл 7 июля 2013 года, против «Ефле», Цибицкий вышел на замену на 65-й минуте игры. Через 4 дня провёл свой первый еврокубковый матч, это была домашняя ответная игра первого отборочного раунда Лиги Европы против ирландского клуба «Дроэда Юнайтед», Цибицкий вышел на замену на 87-й минуте матча вместо Токело Ранти. Первый гол забил 21 августа 2013 года в игре Кубка Швеции 2013/14 против любительского клуба «Севедален». В чемпионате-2013 1 раз вышел в стартовом составе и 6 раз на замену, отдал одну голевую передачу. В 2013 году «Мальмё» выиграл Суперкубок Швеции без участия Цибицкого.
1 июля 2014 года подписал профессиональный контракт с «Мальмё» сроком на 3,5 года. Помог «Мальмё» пробиться в групповой этап Лиги чемпионов 2014/15, сыграл в 3 квалификационных матчах из 6. В чемпионате-2014 6 раз вышел в стартовом составе и 15 раз на замену, забил 3 гола и отдал 1 голевую передачу. В 2015 году игровой практики у Цибицкого стало ещё меньше, Павел сыграл лишь в 9 матчах чемпионата-2015.
27 января 2016 года «Мальмё» отдал Павла Цибицкого в аренду клубу «Йёнчёпинг Сёдра» на 2016 год без возможности досрочного возвращения из аренды. В 1-м туре чемпионата-2016 Цибицкий забил гол в ворота «Кальмара», во 2-м сделал «дубль» в ворота «Мальмё». В чемпионате-2016 24 раза выходил в стартовом составе и 2 раза на замену, забил 10 мячей и отдал 5 голевых передач.
3 октября 2016 года продлил контракт с «Мальмё» до конца 2019 года. В первом туре чемпионата-2017 забил гол в ворота «Гётеборга».
В 2022 году был дисквалифицирован на четыре года за договорные матчи.

## Карьера в сборных
Павел Цибицкий мог выбирать между сборными двух стран: Швеции, в которой родился, и Польши, в которой родились его родители. До 19 лет Павла не вызывали ни в какие сборные. В начале 2013 года Павлу позвонили из Польского футбольного союза и спросили, есть ли у него польский паспорт. К тому времени срок действия польского паспорта истёк, и Павел обратился за новым. В середине марта 2013 года впервые был вызван в юношескую (до 19 лет) сборную Польши на 2 товарищеских матча со сверстниками из Грузии.
31 октября 2014 года был вызван в сборную Польши до 20 лет на товарищеский матч с Германией, состоявшийся 18 ноября 2014 года. В этой игре вышел в стартовом составе на позиции одного из пяти полузащитников и провёл на поле все 90 минут. В марте 2015 года тренировался в составе молодёжной (до 21 года) сборной Польши.
25 мая 2016 года Хокан Эриксон вызвал Павла Цибицкого в молодёжную (до 21 года) сборную Швеции, готовившуюся к домашнему отборочному матчу против Грузии. Хокан Эриксон не рассчитывал на Цибицкого в этой игре, но хотел посмотреть его на тренировках. 26 августа 2016 года Хокан Эриксон вызвал Цибицкого на 2 отборочных матча. В первой игре, 1 сентября против Хорватии, Цибицкий отыграл все 90 минут на позиции нападающего и на 57-й минуте матча открыл счёт: Па Конате вошёл в штрафную и отдал пас Карлосу Страндбергу, Страндберг в борьбе с вратарём скинул мяч Цибицкому, Павел переправил мяч в пустые ворота. На 78-й минуте игры Стипе Перица установил окончательный счёт 1:1. В следующем матче, 5 сентября против Испании, Цибицкий вновь вышел в стартовом составе на позиции нападающего и на 61-й минуте игры был заменён на Джордана Ларссона, матч закончился с тем же счётом 1:1.

## Вне поля
Родители Павла, Анета и Тадеуш, переехали в Мальмё из Польши. У Павла есть младший брат Каспер. Павел свободно говорит по-польски, поскольку его родители дома говорят по-польски.

## Достижения
- Двукратный чемпион Швеции (2013, 2014)
- Обладатель Суперкубка Швеции 2014

## Статистика выступлений
(откорректирована по состоянию на 1 апреля 2017 года)
| Выступление       | Выступление      | Выступление      | Чемпионат | Чемпионат | Кубок | Кубок | Еврокубки | Еврокубки | Суперкубок | Суперкубок | Итого | Итого |
| Клуб              | Лига             | Сезон            | Игры      | Голы      | Игры  | Голы  | Игры      | Голы      | Игры       | Голы       | Игры  | Голы  |
| ----------------- | ---------------- | ---------------- | --------- | --------- | ----- | ----- | --------- | --------- | ---------- | ---------- | ----- | ----- |
| Мальмё            | Аллсвенскан      | 2013             | 7         | 0         | 3     | 1     | 4         | 0         | 0          | 0          | 14    | 1     |
| Мальмё            | Аллсвенскан      | 2014             | 21        | 3         | 3     | 0     | 7         | 0         | 1          | 0          | 32    | 3     |
| Мальмё            | Аллсвенскан      | 2015             | 9         | 3         | 4     | 0     | 1         | 0         | 0          | 0          | 14    | 3     |
| Мальмё            | Аллсвенскан      | 2017             | 20        | 5         | 1     | 0     | —         | —         | 0          | 0          | 21    | 5     |
| Мальмё            | Итого            | Итого            | 57        | 11        | 11    | 1     | 13        | 0         | 1          | 0          | 82    | 12    |
| Йёнчёпинг Сёдра → | Аллсвенскан      | 2016             | 26        | 10        | 3     | 0     | 0         | 0         | 0          | 0          | 29    | 10    |
| Йёнчёпинг Сёдра → | Итого            | Итого            | 26        | 10        | 3     | 0     | 0         | 0         | 0          | 0          | 29    | 10    |
| Лидс Юнайтед      | Чемпионат Англии | 2017/18          | 7         | 0         | 3     | 0     | —         | —         | —          | —          | 10    | 0     |
| Лидс Юнайтед      | Итого            | Итого            | 7         | 0         | 3     | 0     | 0         | 0         | 0          | 0          | 10    | 0     |
| Мольде →          | Типпелига        | 2018             | 0         | 0         | 0     | 0     | 0         | 0         | 0          | 0          | 0     | 0     |
| Мольде →          | Итого            | Итого            | 0         | 0         | 0     | 0     | 0         | 0         | 0          | 0          | 0     | 0     |
| Всего за карьеру  | Всего за карьеру | Всего за карьеру | 90        | 21        | 17    | 1     | 13        | 0         | 1          | 0          | 121   | 22    |